# José Manuel Cruzalta
José Manuel Cruzalta Cruz (ur. 8 kwietnia 1978 w Tenancingo) – meksykański piłkarz występujący najczęściej na pozycji prawego obrońcy, obecnie trener.

## Kariera klubowa
Cruzalta jest wychowankiem zespołu Deportivo Toluca, do którego seniorskiej drużyny został włączony za kadencji argentyńskiego szkoleniowca Ricardo Ferrero. W meksykańskiej Primera División zadebiutował 14 lutego 2001 w przegranym 1:3 spotkaniu z Tecos UAG. Pierwszego gola w najwyższej klasie rozgrywkowej strzelił 6 października 2002 w wygranej 2:1 konfrontacji z Américą. W tym samym sezonie, Apertura 2002, wywalczył z Tolucą pierwszy tytuł mistrza kraju. Osiągnięcie to na przestrzeni kilku następnych lat powtórzył jeszcze trzykrotnie (Apertura 2005, Apertura 2008, Bicentenario 2010), jednak ani razu nie był podstawowym graczem drużyny, pełniąc w niej na ogół funkcję rezerwowego.
Rozgrywki 2010/2011 Cruzalta spędził na wypożyczeniu w Monarcas Morelia, gdzie rozegrał jedynie dwa ligowe mecze, nie strzelając w nich ani jednego gola.
| Sezon     | Klub             | Kraj   | Rozgrywki  | Mecze | Bramki |
| --------- | ---------------- | ------ | ---------- | ----- | ------ |
| 2000/2001 | Deportivo Toluca | Meksyk | Liga MX    | 1     | 0      |
| 2001/2002 | Deportivo Toluca | Meksyk | Liga MX    | 15    | 0      |
| 2002/2003 | Deportivo Toluca | Meksyk | Liga MX    | 30    | 1      |
| 2003/2004 | Deportivo Toluca | Meksyk | Liga MX    | 11    | 0      |
| 2004/2005 | Deportivo Toluca | Meksyk | Liga MX    | 1     | 0      |
| 2005/2006 | Deportivo Toluca | Meksyk | Liga MX    | 23    | 0      |
| 2006/2007 | Deportivo Toluca | Meksyk | Liga MX    | 21    | 0      |
| 2007/2008 | Deportivo Toluca | Meksyk | Liga MX    | 18    | 0      |
| 2008/2009 | Deportivo Toluca | Meksyk | Liga MX    | 14    | 0      |
| 2009/2010 | Deportivo Toluca | Meksyk | Liga MX    | 23    | 0      |
| 2010/2011 | Monarcas Morelia | Meksyk | Liga MX    | 2     | 0      |
| 2011/2012 | Deportivo Toluca | Meksyk | Liga MX    | 14    | 0      |
| 2012/2013 | Lobos BUAP       | Meksyk | Ascenso MX | 5     | 0      |